# Badergasse 6 (Alsfeld)

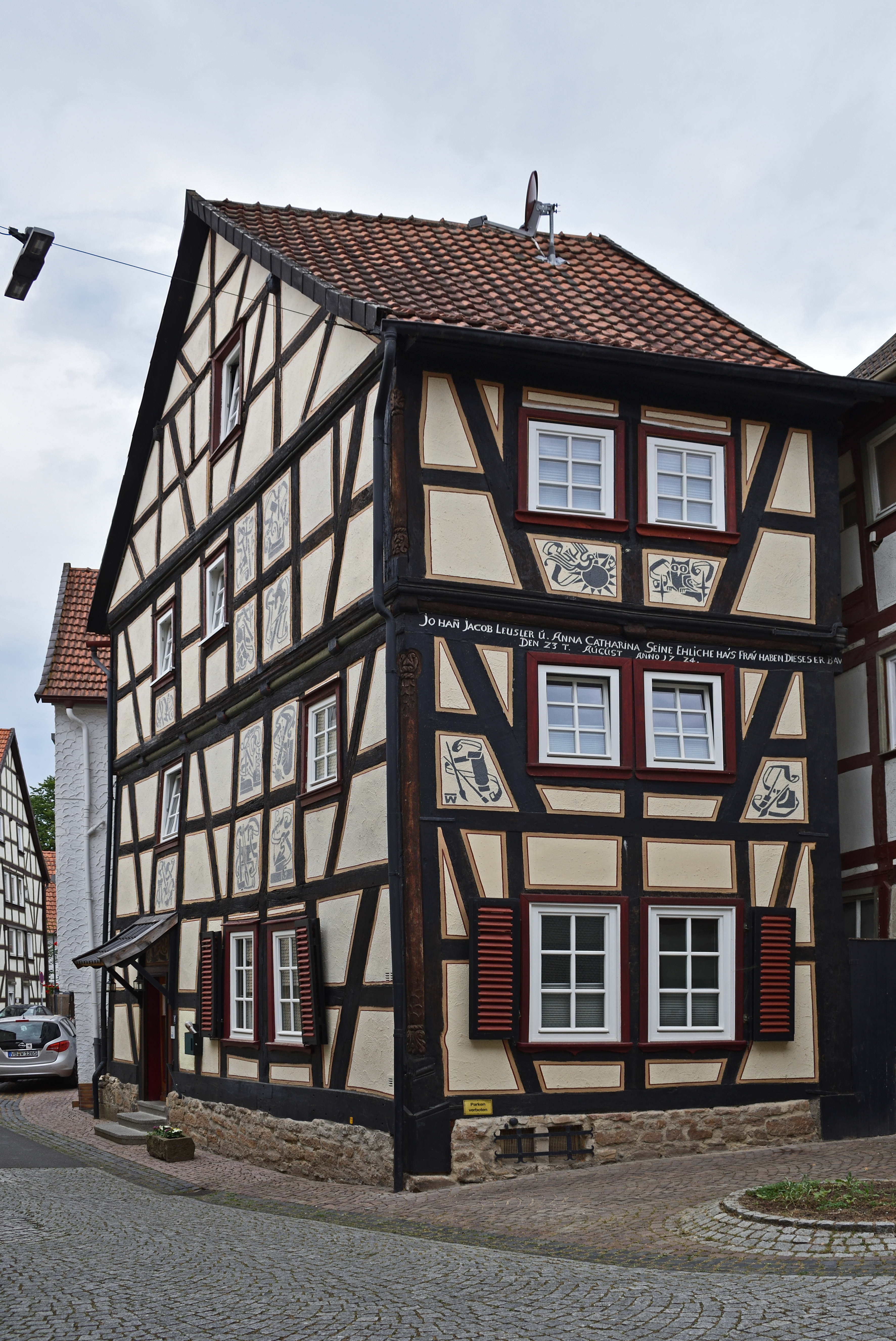
Haus Badergasse 6 in Alsfeld

Das Gebäude Badergasse 6 in Alsfeld, einer Stadt im Vogelsbergkreis in Hessen, wurde 1724 errichtet. Das Fachwerkhaus an der Ecke zur Steinborngasse ist ein geschütztes Kulturdenkmal.
Das dreigeschossige Wohnhaus in Ständerbauweise in den beiden unteren Geschossen steht auf einer Sockelzone aus Stein. Ein Rundstab ziert den durchgehenden Eckständer. Über einem leicht auskragenden Geschossüberstand erhebt sich das dritte Geschoss mit einem Gefüge aus einfach verriegelten Stockwerkstreben.